# 歴史時代
歴史時代（れきしじだい）または有史時代（ゆうしじだい）とは、歴史における時代区分の1つ。一般的には、文字が成立し、文献資料によって歴史事象を検証することが可能な時代を指す。それ以前は先史時代（せんしじだい）という。

## 開始時期
文字文化の進展の度合いが地域によりまちまちであるため、世界統一の暦年代や絶対年代で示される用語ではない。多くの場合は「有史以降」（これに対し先史時代は「有史以前」）などと表現するが、それはざっくりとした言い方で厳密にいつからとはっきりしてない場合がほとんどである。また、インカ帝国にみられるように、文字文化のみられなかったところでも天文学や建築技術など他の分野が高度に発達した例もみられ、また結縄のような文字によらないコミュニケーション・記録方法もあることから、必ずしも文字資料の有無で時代を区切るべきでないという考え方もある。
日本列島がいつから文字文化をもつようになり、文字社会に入ったかについては、多くの議論のあるところである。現段階では、おおむね古墳時代（3世紀中頃から）が日本の先史時代と歴史時代の境をなすとみなすことができる。ただし、文字資料そのものは弥生土器に漢字が墨書・刻書されている例があり、日本に関する記録としては、前1世紀の中国の史書『漢書』「地理志」などがある。
人類史としては、初めて文字が発明されたのは約6,000年前である。

## 考古学
歴史時代は、歴史学（文献史学）からのアプローチと考古学からのアプローチとの双方が可能であるが、先史時代については考古学的アプローチが唯一の検証方法となる。また、歴史時代では、文献資料と考古資料とを照合し、分析し、検討を加えることによって遺構や遺物、ないしは遺跡の暦年代が明らかになることもまれではない。